# Mul-Mul

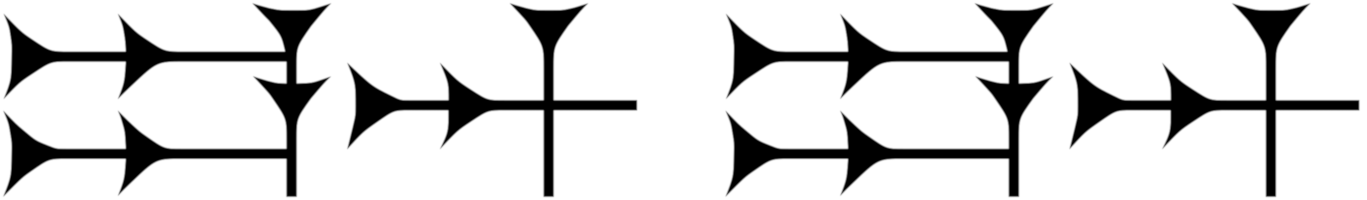
Assyrische Keilschrift mit zwei gleichen Schriftzeichen der sumerischen Bedeutung MUL.MUL (wörtlich übersetzt: Stern.Stern = Sterne) für die Plejaden.

Mul-Mul (sumerisch MUL.MUL „die Sterne“; DIMIN.BI.DINGIRmešGALmeš „die Sieben-Gottheit, die großen Götter“) ist die sumerische Bezeichnung der Plejaden. Auf akkadisch heißen sie Zappu (MULza-ap-pu) „(Stern)haufen“.

## Mythologie
Die Plejaden waren in der sumerischen Mythologie bezüglich der Himmelsomina von großer Bedeutung. In den Mul-apin-Texten werden die Plejaden als „Weg des Ea“ mit dem Zusatz als Siebengöttergestirn beschrieben. Dieser Titel belegt automatisch die Plejaden auch im späteren Babylonien sowie Assyrien als eine Gruppe von sieben Sternen. Über die Himmelsrichtung bei Auf- und Untergang gilt: „Sie stehen dort, aus welcher Richtung der Ostwind (šadu) weht“.
Im Astrolab B aus dem zwölften Jahrhundert v. Chr. werden die Plejaden mit den gleichen Beinamen wie in den Mul-apin-Texten erklärt. In diesem Zusammenhang repräsentierten die Plejaden auch das zweite Tierkreiszeichen, den Stier. Im weiteren Verlauf erhält das Sternbild Stier in der zweiten Hälfte des ersten Jahrtausends v. Chr. das abgekürzte Zeichen MUL.

## Plejaden-Schaltregel
In den Mul-Apin-Texten wird unter anderem die Plejaden-Schaltregel für den Kalender genannt:

„Wenn die Plejaden und der Mond am 1. Nisannu einander die Waage halten, ist dieses Jahr normal (GI.NA-ta); wenn der Mond und die Plejaden einander am 3. Nisannu die Waage halten, ist dieses Jahr ein Schaltjahr (DIRI-at: übergroß)“

Ergänzend existierten weitere Schaltregeln bezüglich des heliakischen Aufgangs und der „Waage mit dem Mond“. Johannes Koch lehnte die Schaltregelinterpretation von J. Schaumberger ab, da sie nicht zu einem Kalender des siebten Jahrhunderts v. Chr. passt. Bisher konnte jedoch nicht belegt werden, ob die Schaltregel im siebten Jahrhundert v. Chr. überhaupt angewendet wurde.

## Darstellungen und Gebete
Das Bild der Plejaden diente als Symbol für die Siebengottheit (šebettu). Es tauchte zuerst in der Glyptik der Mittani-Zeit auf und ist später im ersten Jahrtausend v. Chr. häufig auf assyrischen Denkmälern zu sehen; auf babylonischen Inschriften dagegen nur selten belegt. Gebete an die Plejaden sind gut bezeugt.
In hellenistischer Zeit werden die Plejaden als Siebengestirn dargestellt. Auf diesen Zeichnungen steht der Mond neben den Plejaden, da die Plejaden das Hypsoma-Sternbild des Mondes sind.